# Vidulini
 Vidulini  (olaszul: Vidulini) falu Horvátországban, Isztria megyében. Közigazgatásilag Žminjhez tartozik.

## Fekvése
Az Isztria középső részén, Pazintól 16 km-re délre, községközpontjától 5 km-re nyugatra fekszik.

## Története
1880-ban 69, 1910-ben 60 lakosa volt. Az első világháború után a rapallói szerződés értelmében Isztria az Olasz Királysághoz került. Az 1943-as olasz kapituláció után szabadult meg az olasz uralomtól. A második világháború után Jugoszlávia, majd Jugoszlávia felbomlása után 1991-ben a független Horvátország része lett. Žminj község 1993-ban alakult meg. 2011-ben a falunak 36 lakosa volt. Lakói mezőgazdasággal és kisállat tenyésztéssel foglalkoznak.

## Nevezetességei
Szent Ágota szűz és vértanú tiszteletére szentelt temploma a Kanfanartól Baratra vezető út mellett áll. A templom a 10. században épült ravennai-bizánci típusú román stílusban. Egyhajós épület, kőből épített szabálytalan falakkal, kis sokszögű apszissal. Oldalfalain két-két lőrésszerű ablakocskát alakítottak ki és egy ugyanilyen kis ablak látható a homlokzaton a bejárat felett is. Középkori freskói 1949-ben kerültek elő a mészréteg alól. Az egykori falfestés az oldalfalakon teljesen megsemmisült, csak a keleti falon és az apszisban maradt meg. Korát B. Fučić a 11. – 12. századra teszi. Az apszis freskóján Krisztus angyalokkal körülvéve, Szent Ágota, Szent Lúcia és tizenegy apostol látható, alul színes ornamentikával. A bal oldali diadalíven Ábramán áldozata, a jobb oldalin Káin áldozata látható. A freskók a középkori isztriai festőművészet egyik legjelentősebb alkotásai. A templomot 1760-ban megújították és ekkor új oltárt kapott barokk oltárképpel, de eredeti antependiuma (oltárelő) a mai napig megmaradt.

## Lakosság
| Lakosság változása | Lakosság változása | Lakosság változása | Lakosság változása | Lakosság változása | Lakosság változása | Lakosság változása | Lakosság változása | Lakosság változása | Lakosság változása | Lakosság változása | Lakosság változása | Lakosság változása | Lakosság változása | Lakosság változása | Lakosság változása |
| ------------------ | ------------------ | ------------------ | ------------------ | ------------------ | ------------------ | ------------------ | ------------------ | ------------------ | ------------------ | ------------------ | ------------------ | ------------------ | ------------------ | ------------------ | ------------------ |
| 1857               | 1869               | 1880               | 1890               | 1900               | 1910               | 1921               | 1931               | 1948               | 1953               | 1961               | 1971               | 1981               | 1991               | 2001               | 2011               |
| 0                  | 0                  | 69                 | 65                 | 53                 | 60                 | 0                  | 0                  | 84                 | 90                 | 83                 | 69                 | 50                 | 49                 | 44                 | 36                 |